# Deutsche Tourenwagen Masters 2007
Deutsche Tourenwagen Masters 2007 – ósmy sezon serii DTM po jej wznowieniu w 2000 roku.

## Przebieg sezonu
Sezon rozpoczął się od poważnego wypadku na pierwszym okrążeniu wyścigu na torze Hockenheim. W wyniku odniesionych w nim obrażeń, Tom Kristensen oraz Alexandre Prémat nie mogli wziąć udziału w kolejnych wyścigach (Kristensen w trzech kolejnych, Prémat w jednym).
Sezon 2007 obfitował również w wiele kontrowersyjnych sytuacji. Podczas wyścigu na Lausitzring, samochód bezpieczeństwa wyjechał na tor w nieodpowiednim momencie, co spowodowało, że większość kierowców znalazła się na niewłaściwych pozycjach. Po wyścigu organizatorzy przyznali, iż jedynie pozycje dwóch czołowych kierowców (Mika Häkkinen i Paul di Resta) są zgodne z faktycznym przebiegiem wyścigu i z tego powodu zawodnikom przyznano tylko połowę punktów.
Podczas 7. rundy sezonu na torze Zandvoort, Alexandre Prémat na ostatniej prostej przed metą oddał prowadzenie w wyścigu na rzecz kolegi z zespołu Audi, Martina Tomczyka. Po wyścigu szef zespołu stwierdził, iż nie było to odgórne polecenie, lecz indywidualna decyzja Prémata.
Na Circuit de Catalunya, wszyscy kierowcy Audi wycofali się na 9 okrążeń przed końcem wyścigu na znak protestu przeciwko niesportowemu zachowaniu kierowców Mercedesa.

## Kierowcy
| Nr | Kierowca               | Samochód              | Rocznik | Zespół                            |
| --- | ---------------------- | --------------------- | ------- | --------------------------------- |
| 1 | Bernd Schneider        | AMG-Mercedes C-Klasse | 2007    | Original-Teile AMG Mercedes       |
| 2 | Bruno Spengler         | AMG-Mercedes C-Klasse | 2007    | DaimlerChrysler Bank AMG Mercedes |
| 3 | Mattias Ekström        | Audi A4 DTM           | 2007    | Audi Sport Team Abt Sportsline    |
| 4 | Martin Tomczyk         | Audi A4 DTM           | 2007    | Audi Sport Team Abt Sportsline    |
| 5 | Jamie Green            | AMG-Mercedes C-Klasse | 2007    | Salzgitter AMG Mercedes           |
| 6 | Mika Häkkinen          | AMG-Mercedes C-Klasse | 2007    | AMG Mercedes                      |
| 7 | Tom Kristensen         | Audi A4 DTM           | 2007    | Audi Sport Team Abt               |
| 7 | Frank Biela *          | Audi A4 DTM           | 2007    | Audi Sport Team Abt               |
| 7 | Markus Winkelhock **   | Audi A4 DTM           | 2007    | Audi Sport Team Abt               |
| 8 | Timo Scheider          | Audi A4 DTM           | 2007    | Audi Sport Team Abt               |
| 9 | Gary Paffett           | AMG-Mercedes C-Klasse | 2006    | Laureus AMG Mercedes              |
| 10 | Aleksandros Margaritis | AMG-Mercedes C-Klasse | 2006    | stern AMG Mercedes                |
| 11 | Mike Rockenfeller      | Audi A4 DTM           | 2006    | Audi Sport Team Rosberg           |
| 12 | Lucas Luhr             | Audi A4 DTM           | 2006    | Audi Sport Team Rosberg           |
| 14 | Susie Stoddart         | AMG-Mercedes C-Klasse | 2005    | TV-Spielfilm AMG Mercedes         |
| 15 | Daniel la Rosa         | AMG-Mercedes C-Klasse | 2006    | TrekStor AMG Mercedes             |
| 16 | Christian Abt          | Audi A4 DTM           | 2006    | Audi Sport Team Phoenix           |
| 17 | Alexandre Prémat       | Audi A4 DTM           | 2006    | Audi Sport Team Phoenix           |
| 17 | Marco Werner ***       | Audi A4 DTM           | 2006    | Audi Sport Team Phoenix           |
| 18 | Mathias Lauda          | AMG-Mercedes C-Klasse | 2006    | Trilux AMG Mercedes               |
| 19 | Paul di Resta          | AMG-Mercedes C-Klasse | 2005    | JAWA4U.de AMG Mercedes            |
| 20 | Adam Carroll           | Audi A4 DTM           | 2005    | Futurecom TME                     |
| 20 | Markus Winkelhock **** | Audi A4 DTM           | 2005    | Futurecom TME                     |
| 21 | Vanina Ickx            | Audi A4 DTM           | 2005    | Futurecom TME                     |
| * Zastąpił Kristensena w 2. rundzie ** Zastąpił Kristensena w 3. i 4. rundzie *** Zastąpił Prémata w 2. rundzie **** Zastąpił Carrolla w rundach 6-10 |                        |                       |         |                                   |

## Kalendarz wyścigów
| Runda                      | Data  | Czas lokalny | Tor                  | Liczba okrążeń | Długość okrążenia (km) | Dystans wyścigu (km) | Rekord okrążenia | Rekord okrążenia | Rekord okrążenia |
| Runda                      | Data  | Czas lokalny | Tor                  | Liczba okrążeń | Długość okrążenia (km) | Dystans wyścigu (km) | Kierowca         | Kierowca         | Czas             |
| -------------------------- | ----- | ------------ | -------------------- | -------------- | ---------------------- | -------------------- | ---------------- | ---------------- | ---------------- |
| 1                          | 22.04 | 14:00        | Hockenheim           | 37             | 4,574                  | 169,238              | Jamie Green      | M                | 1:34.413 (2007)  |
| 2                          | 6.05  | 14:00        | Oschersleben         | 44             | 3,696                  | 162,624              | Mattias Ekström  | A                | 1:20.791 (2005)  |
| 3                          | 20.05 | 14:00        | EuroSpeedway Lausitz | 48             | 3,478                  | 166,944              | Mika Häkkinen    | M                | 1:17.583 (2005)  |
| 4                          | 10.06 | 13:00        | Brands Hatch         | 82             | 1,929                  | 158,178              | Bernd Schneider  | M                | 0:43.408 (2006)  |
| 5                          | 24.06 | 14:00        | Norisring            | 74             | 2,300                  | 170,200              | Bruno Spengler   | M                | 0:48.792 (2007)  |
| 6                          | 15.07 | 17:45        | Mugello              | 33             | 5,245                  | 173,085              | Martin Tomczyk   | A                | 1:46.126 (2007)  |
| 7                          | 29.07 | 13:00        | Zandvoort            | 38             | 4,307                  | 163,666              | Gary Paffett     | M                | 1:34.785 (2005)  |
| 8                          | 2.09  | 15:00        | Nürburgring          | 43             | 3,629                  | 156,047              | Gary Paffett     | M                | 1:24.442 (2005)  |
| 9                          | 23.09 | 14:00        | Barcelona            | 58             | 2,977                  | 173,826              | Bernd Schneider  | M                | 1:03.919 (2006)  |
| 10                         | 14.10 | 14:00        | Hockenheim           | 37             | 4,574                  | 169,24               | Jamie Green      | M                | 1:34.413 (2007)  |
| Legenda: A Audi M Mercedes |       |              |                      |                |                        |                      |                  |                  |                  |

### Najlepsze wyniki
| Runda | Runda           | Pole position   | Pole position | Najszybsze okrążenie | Najszybsze okrążenie | Zwycięzca wyścigu | Zwycięzca wyścigu |
| ----- | --------------- | --------------- | ------------- | -------------------- | -------------------- | ----------------- | ----------------- |
| 1     | Niemcy          | Bruno Spengler  | M             | Mattias Ekström      | A                    | Mattias Ekström   | A                 |
| 2     | Niemcy          | Mika Häkkinen   | M             | Jamie Green          | M                    | Gary Paffett      | M                 |
| 3     | Niemcy          | Bruno Spengler  | M             | Mattias Ekström      | A                    | Mika Häkkinen     | M                 |
| 4     | Wielka Brytania | Mika Häkkinen   | M             | Martin Tomczyk       | A                    | Bernd Schneider   | M                 |
| 5     | Niemcy          | Bruno Spengler  | M             | Bruno Spengler       | M                    | Bruno Spengler    | M                 |
| 6     | Włochy          | Mattias Ekström | A             | Martin Tomczyk       | A                    | Mika Häkkinen     | M                 |
| 7     | Holandia        | Timo Scheider   | A             | Jamie Green          | M                    | Martin Tomczyk    | A                 |
| 8     | Niemcy          | Martin Tomczyk  | A             | Bruno Spengler       | M                    | Martin Tomczyk    | A                 |
| 9     | Hiszpania       | Martin Tomczyk  | A             | Bruno Spengler       | M                    | Jamie Green       | M                 |
| 10    | Niemcy          | Tom Kristensen  | A             | Jamie Green          | M                    | Jamie Green       | M                 |

## Klasyfikacje generalne

### Kierowcy
| Poz. | Kierowca               | Kierowca | HOC | OSC | LAU | BRH | NOR | MUG | ZAN | NÜR | CAT | HOC | Pkt. |
| ---- | ---------------------- | -------- | --- | --- | --- | --- | --- | --- | --- | --- | --- | --- | ---- |
| 1    | Mattias Ekström        | A        | 1   | 7   | 10  | 3   | 3   | 2   | 3   | 3   | NU  | 3   | 50   |
| 2    | Bruno Spengler         | M        | 14  | NU  | 3   | 5   | 1   | 4   | 5   | 2   | 2   | 4   | 47   |
| 3    | Martin Tomczyk         | A        | 2   | 5   | 9   | 2   | NU  | NU  | 1   | 1   | NU  | 9   | 40   |
| 4    | Jamie Green            | M        | 6   | 11  | 6   | 6   | 6   | NU  | 11  | 5   | 1   | 1   | 34.5 |
| 5    | Paul di Resta          | M        | 5   | 2   | 2   | NU  | 15  | 3   | 14  | 6   | 3   | 8   | 32   |
| 6    | Bernd Schneider        | M        | 7   | 6   | 4   | 1   | 2   | 11  | 12  | 7   | NU  | 5   | 31.5 |
| 7    | Timo Scheider          | A        | 9   | 4   | 5   | 13  | 14  | NU  | 4   | 4   | NU  | 2   | 25   |
| 8    | Mika Häkkinen          | M        | 10  | 17  | 1   | 4   | 9   | 1   | 7   | 10  | DS  | 17  | 22   |
| 9    | Gary Paffett           | M        | 8   | 1   | 8   | 10  | 4   | NU  | 9   | 12  | 5   | NU  | 20.5 |
| 10   | Aleksandros Margaritis | M        | 4   | 8   | NU  | 9   | 7   | NU  | 8   | 13  | 4   | 7   | 16   |
| 11   | Alexandre Prémat       | A        | NU  |     | NU  | 7   | 8   | 7   | 2   | 9   | 10  | 16  | 13   |
| 12   | Mike Rockenfeller      | A        | 12  | 3   | 13  | NU  | 13  | 6   | 10  | 17  | 7   | NU  | 11   |
| 13   | Daniel la Rosa         | M        | 3   | 14  | 16  | DS  | 12  | 5   |     | 14  | DS  | 10  | 10   |
| 14   | Tom Kristensen         | A        | NU  |     |     |     | 5   | 8   | 18  | 8   | 9   | 6   | 9    |
| 15   | Mathias Lauda          | M        | 13  | 13  | 7   | 12  | 11  | 12  | 15  | 11  | 6   | 11  | 4    |
| 16   | Christian Abt          | A        | NU  | 10  | 17  | 8   | 10  | NU  | 6   | 15  | 11  | 15  | 4    |
| 17   | Lucas Luhr             | A        | 11  | 12  | 14  | 11  | 18  | NU  | 16  | 16  | 8   | 12  | 1    |
| 18   | Adam Carroll           | A        | NU  | 9   | 11  | 15  | 17  |     |     |     |     |     | 0    |
| 19   | Markus Winkelhock      | A        |     |     | NU  | 14  |     | 9   | 13  | NU  | 12  | 13  | 0    |
| 20   | Susie Stoddart         | M        | NU  | 16  | 12  | 16  | 16  | 10  | 17  | 18  | NU  | 14  | 0    |
| 21   | Vanina Ickx            | A        | 15  | NU  | 15  | 17  | NU  | NU  | NU  | 19  | 13  | 18  | 0    |
| 22   | Marco Werner           | A        |     | 15  |     |     |     |     |     |     |     |     | 0    |
| 23   | Frank Biela            | A        |     | 18  |     |     |     |     |     |     |     |     | 0    |
| Poz. | Kierowca               | Kierowca | HOC | OSC | LAU | BRH | NOR | MUG | ZAN | NÜR | CAT | HOC | Pkt. |

| Legenda | Legenda                 |
| ------- | ----------------------- |
| 1       | 1. miejsce              |
| 2       | 2. miejsce              |
| 3       | 3. miejsce              |
|         | Punktowana pozycja      |
|         | Pozycja bez punktów     |
| NU      | Nie ukończył            |
| DS      | Dyskwalifikacja         |
|         | Nie startował           |
|         |                         |
| A       | Audi                    |
| M       | Mercedes                |
| 7       | Nowy samochód (2007)    |
| 21      | Samochód 2-letni (2005) |

| System punktowania | System punktowania | System punktowania | System punktowania | System punktowania | System punktowania | System punktowania | System punktowania | System punktowania |
| ------------------ | ------------------ | ------------------ | ------------------ | ------------------ | ------------------ | ------------------ | ------------------ | ------------------ |
| Miejsce            | 1                  | 2                  | 3                  | 4                  | 5                  | 6                  | 7                  | 8                  |
| Punkty             | 10                 | 8                  | 6                  | 5                  | 4                  | 3                  | 2                  | 1                  |

### Zespoły
(punkty zdobywane podczas poszczególnych wyścigów)
| Poz. | Zespół                                           | Rocznik | Kierowcy            | HOC | OSC | LAU | BRH | NOR | MUG | ZAN | NÜR | CAT | HOC | Suma |
| ---- | ------------------------------------------------ | ------- | ------------------- | --- | --- | --- | --- | --- | --- | --- | --- | --- | --- | ---- |
| 1    | Audi Sport Team Abt Sportline                    | 2007    | Ekström Tomczyk     | 18  | 6   |     | 14  | 6   | 8   | 16  | 16  |     | 6   | 90   |
| 2    | Original-Teile/DaimlerChrysler Bank AMG Mercedes | 2007    | Schneider Spengler  | 2   | 3   | 5.5 | 14  | 18  | 5   | 4   | 10  | 8   | 9   | 78.5 |
| 3    | Salzgitter/AMG Mercedes                          | 2007    | Green Häkkinen      | 3   |     | 6.5 | 8   | 3   | 10  | 2   | 4   | 10  | 10  | 56.5 |
| 4    | stern/Laureus AMG Mercedes                       | 2006    | Paffett Margaritis  | 6   | 11  | 0.5 |     | 7   |     | 1   |     | 9   | 2   | 36.5 |
| 5    | Audi Sport Team Abt                              | 2007    | Kristensen Scheider |     | 5   | 2   |     | 4   | 1   | 5   | 6   |     | 11  | 34   |
| 6    | TV-Spielfilm/JAWA4U.de AMG Mercedes              | 2005    | Stoddart di Resta   | 4   | 8   | 4   |     |     | 6   |     | 3   | 6   | 1   | 32   |
| 7    | Audi Sport Team Phoenix                          | 2006    | Abt Prémat          |     |     |     | 3   | 1   | 2   | 11  |     |     |     | 17   |
| 8    | TrekStor/Trilux AMG Mercedes                     | 2006    | la Rosa Lauda       | 6   |     | 1   |     |     | 4   |     |     | 3   |     | 14   |
| 9    | Audi Sport Team Rosberg                          | 2006    | Rockenfeller Luhr   |     | 6   |     |     |     | 3   |     |     | 3   |     | 12   |
| Poz. | Zespół                                           | Rocznik | Kierowcy            | HOC | OSC | LAU | BRH | NOR | MUG | ZAN | NÜR | CAT | HOC | Suma |